# برجلو (نير)
برجلو هي قرية في مقاطعة نير، إيران. عدد سكان هذه القرية هو 175 في سنة 2006.